# Pristomerus genalis
Pristomerus genalis là một loài tò vò trong họ Ichneumonidae.